# Diecéze meauxská
Diecéze Meaux (lat. Diocesis Meldensis, franc. Diocèse de Meaux) je francouzská římskokatolická diecéze. Leží na území departementu Seine-et-Marne, jehož hranice přesně kopíruje. Sídlo biskupství i katedrála svatého Štěpána se nachází ve městě Meaux. Diecéze je součástí pařížské církevní provincie.
Od 9. srpna 2012 je diecézním biskupem Mons. Jean-Yves Nahmias.

## Historie
Biskupství bylo v Meaux založeno v průběhu 3. století. Prvním biskupem v Meaux se stal svatý Santin, žák svatého Diviše, který byl biskupem v Paříži.
V důsledku konkordátu z roku 1801 bylo 29. listopadu 1801 bulou papeže Pia VII. Qui Christi Domini zrušeno velké množství francouzských diecézí, mezi nimi také diecéze Châlons, jejíž celé území bylo včleněno do diecéze Meaux, a také remešská arcidiecéze, jejíž území bylo zčásti včleněno do diecéze Meaux a do métské diecéze.
Diecéze Châlons i remešská arcidiecéze byly obnoveny bulou Paternae caritatis 6. října 1822.
Diecéze je sufragánem pařížské arcidiecéze.